# Ferrari F355 Challenge
Ferrari F355 Challenge é um carro de corrida lançado pela Ferrari como edição especial, cada F355 Challenge possui um emblema na traseira que o distingüe dos demais e apenas 109 unidades foram produzidas. É baseado na Ferrari F355 regular e tem entre as modificações bancos de corrida e asa traseira (aerofólio). O carro foi produzido especificamente para corrida e não tem licença para andar nas ruas, apesar de compartilhar as características mecânicas e medidas da Ferrari F355.

## Ferrari F355 Challenge, o jogo
Ferrari F355 Challenge também é um jogo de corrida baseado no carro especial e na modalidade criados pela Ferrari.